# Åtorpsbron
Åtorpsbron, även Letälvsbron, är en stenvalvbro i samhället Åtorp i Nysunds socken, söder om Degerfors. Bron korsar Letälven som utgör gräns mellan Värmland och Närke. 
Den uppfördes 1817 och ersatte då en äldre träbro som låg en bit norrut och enligt en inskription som nu finns vid sydöstra brofästet byggdes år 1751. Stenvalvsbron är med sina 98 meter och fem spann den längsta och bäst bevarade stenvalvsbron i Örebro län. Bredden varierar mellan 21 meter i nordvästra ändan och 11 meter i sydöst till 7 meter vid mitten. Bron har 0,85 meter höga räcken av smidesjärn. På brons mitt finns två järnplattor med inskriptionerna: "Gräns mellan Örebro och Carlstads län" och "MDCCCXVII" (romerska siffror för 1817). Den är en fornlämning och skyddas därmed enligt kulturmiljölagen.